# Melophobia
Melophobia — третій студійний альбом американського рок гурту Cage the Elephant, виданий 8 жовтня 2013. Цей альбом був останнім, у записі якого брав участь гітарист Лінкольн Періш.